# Working-Equitation

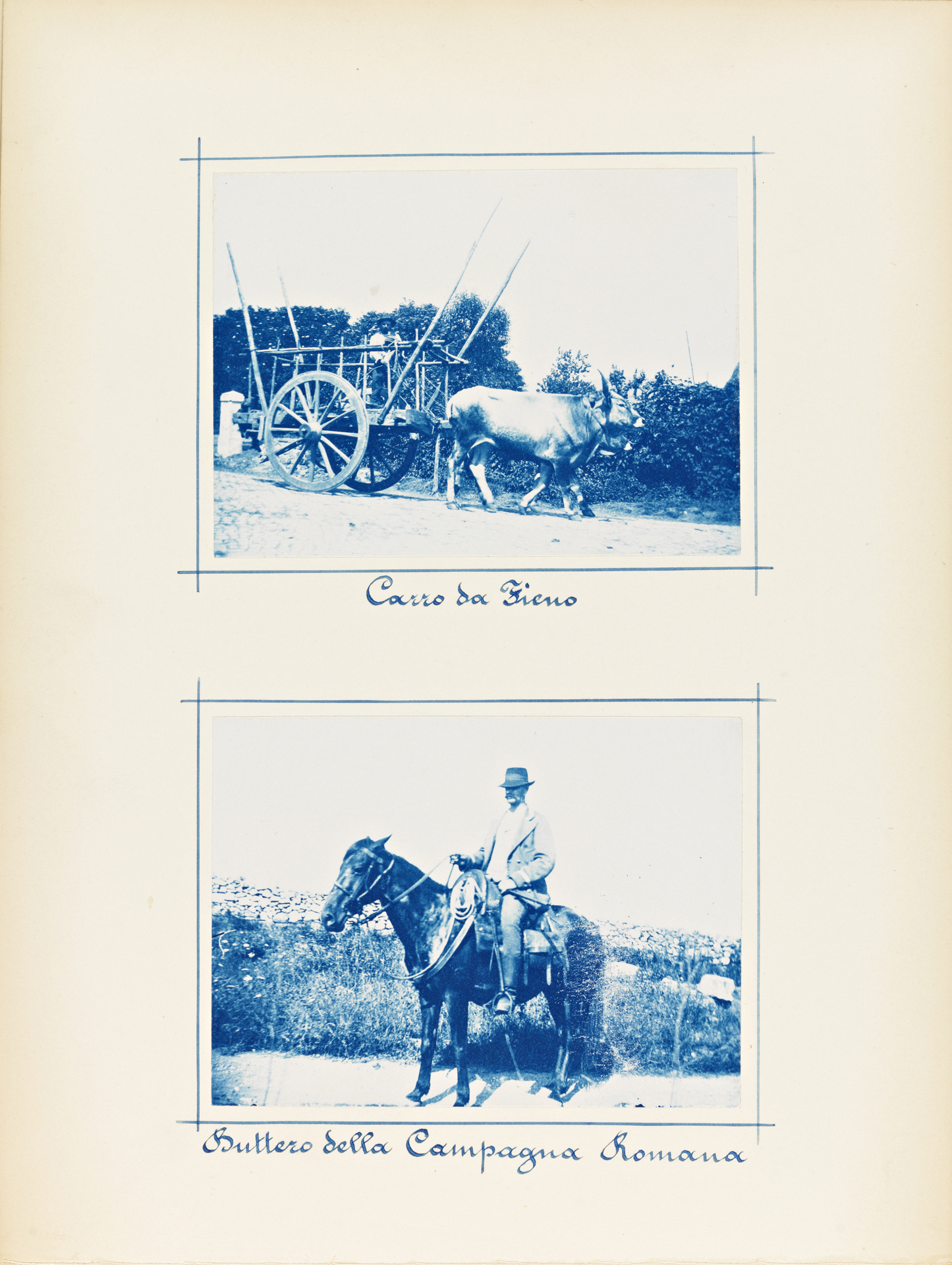
Rinder und Buttero in der Campagna Romana, 1899

Working Equitation, auch Arbeitsreitweise (englisch: Working Equitation), ist eine Turnierdisziplin, welche auf traditionellen Reitweisen beruht. In den südeuropäischen Ursprungsländern der Arbeitsreitweise sind die Begriffe „Equitação de trabalho“ (Portugal),"equitaciòn de trabajo" (Spanien), „Monta da lavoro“ (Italien) und in Frankreich „L’équitation de travail“ gebräuchlich.

## Geschichte
Die verschiedenen Arbeitsreitweisen haben sich aus der berittenen Arbeit mit Rindern, wie sie in Südeuropa, insbesondere Portugal, Spanien, Frankreich und Italien seit Jahrhunderten praktiziert wird, entwickelt. Der Kolonialismus brachte die Arbeitsreitweisen nach Nord- und Südamerika sowie nach Australien. Daraus entwickelte sich in Amerika das heute weltweit populäre Westernreiten.

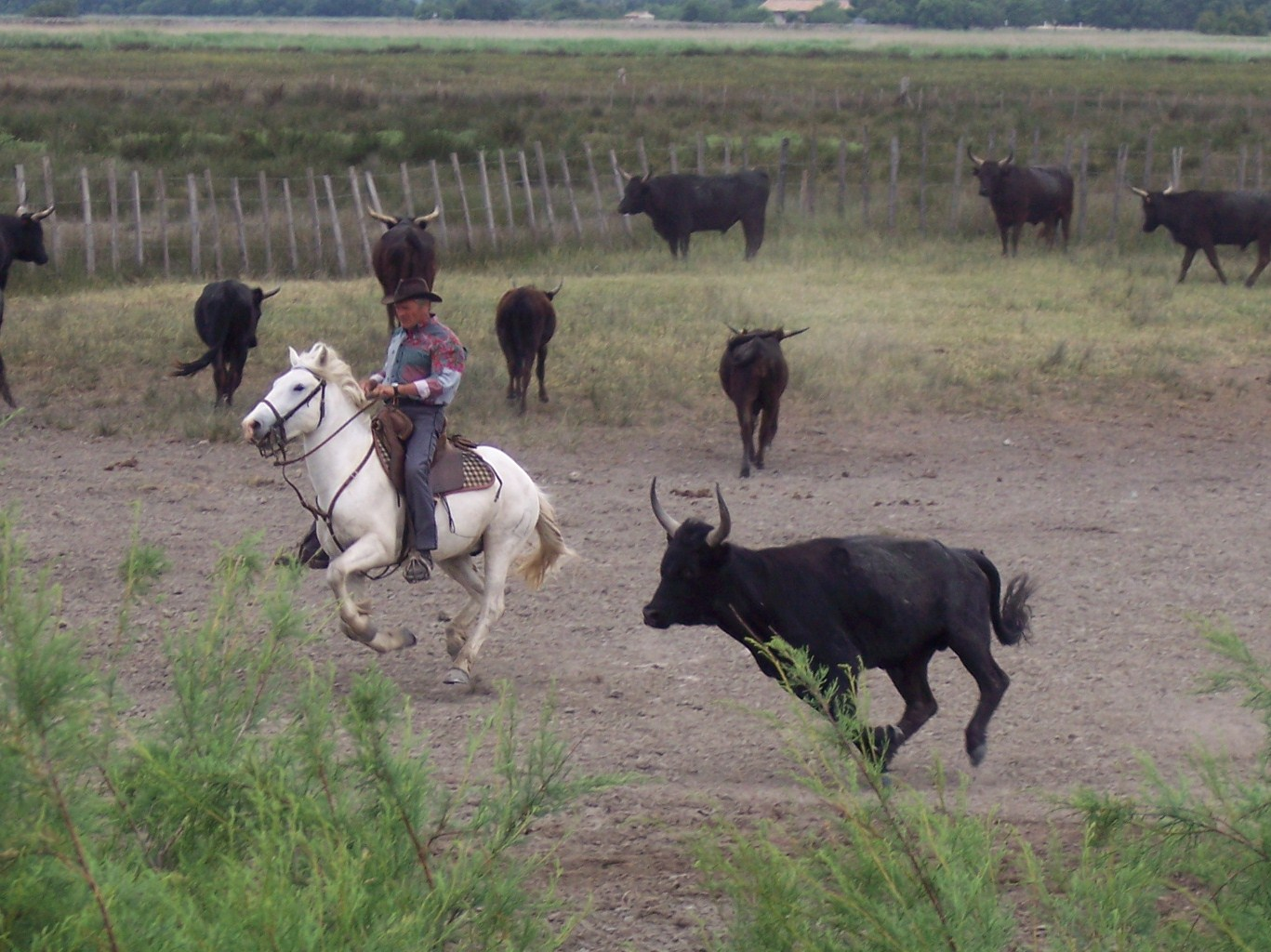
Rinderarbeit zu Pferde in der Camargue

In den südeuropäischen Ursprungsländern wurden landestypische Pferderassen gezüchtet, welche über die Jahrhunderte verbessert wurden. Die Rinderherden waren kaum domestiziert, im Gegensatz zu den amerikanischen und australischen Rindern, vielmehr handelte es sich um Kampfstiere oder Rinder mit wildem Verhalten. Zu den Aufgaben von berittenen Rinderhirten zählt es die Rinder zu treiben oder zu selektieren. Die Pferderassen müssen sich dafür eignen. Das Pferd eines Rinderhirten muss gehorsam, nervenstark, zuverlässig, schnell, wendig und durchlässig sein.

## Traditionelle Pferderassen
In Südeuropa werden die Rinder noch überwiegend mit der ansässigen und für die Arbeitsreitweise gezüchteten Pferderasse gehütet. In Portugal wird der Lusitano verwendet. In Spanien werden in der Doma Vaquera sowohl Andalusier als auch Kreuzungen mit Warmblütern, sogenannte Crusados eingesetzt. Die französischen Gardians verwenden Camargue-Pferde zum Hüten des Camargue-Rindes.
In der italienischen Maremma reiten die Butteri Murgesen und Maremmanos. Außerdem verwenden sie Maremmen-Abruzzen-Schäferhunde zur Arbeit mit dem Maremmaner Rind.

## Moderner Reitsport und Organisation
Mit zunehmender Modernisierung und Industrialisierung drohten diese Arbeitsreitweisen, welche Bestandteil der nationalen Kulturen sind, in Vergessenheit zu geraten. In der Working Equitation wird beabsichtigt, nicht nur die Reitweise jedes Landes zu fördern, sondern auch die Traditionen, Reitbekleidungen, Sättel und Zaumzeuge, die Bestandteil des Kulturgutes jeder Nation sind, zu erhalten.
Neben den für die Arbeitsreitweise traditionellen Pferderassen kommen heutzutage in der Working Equitation grundsätzlich alle Rassen zum Einsatz, vom Kleinpferd bis zum Kaltblut. Die nationalen Reglements sehen in der Regel vor, dass die nationalen Pferderassen gefördert und eingesetzt werden.
Ausgehend von der internationalen Dachorganisation World Association for Working Equitation (WAWE) wurde in nationalen Verbänden, Vereinen und Arbeitskreisen versucht, ein den traditionellen Arbeitsreitweisen entsprechendes Reglement zu entwickeln. Ziel war es, nationale Turniere und Meisterschaften aber auch Europa- und Weltmeisterschaften auszurichten. Inzwischen hat Working-Equitation auch bei Reitern in Mittel- und Nordeuropa Verbreitung gefunden.
In Deutschland gibt es seit 2008 die Arbeitsgemeinschaft Working Equitation Deutschland (AWED), die als Vorreiter Working Equitation als neue, nationale Turnierdisziplin etablierte.
2012 formierte sich der Verein Working Equitation Deutschland eV (WED), der sich in seiner vereinsmäßigen Organisationsstruktur an der Dachorganisation WAWE anlehnt und als offizielle Vertretung der WAWE in Deutschland fungiert.
Inzwischen hat sich der AWED dem WED eV angeschlossen.
Der WED eV darf als Vertretung der WAWE in Deutschland die Deutschen Meisterschaften ausrichten.
Die Auswahl und Benennung von Nationaltrainern im Rahmen des WED eV und Mannschaftschefs gehören zur Verantwortung des WED; gemeinsam sind sie dann verantwortlich für die Nominierung der technischen Mitarbeiter und der Reiter, welche die Nationalmannschaft bilden und Deutschland bei Europa- und Weltmeisterschaften vertreten.

## Disziplinen und Klassen
Es gibt Wettbewerbe in unterschiedlichen Klassen, wobei jeder Wettbewerb aus bis zu vier Einzeldisziplinen besteht. Das Endergebnis wird aus der Summe der in den Einzeldisziplinen erreichten Punkte berechnet. Zu den Disziplinen zählen die klassische Dressur, die als Grundlage der Working Equitation dient, der Trail, der Speedtrail und die Rinderarbeit, also das Selektieren und Trennen eines Rindes von der Herde, ähnlich dem Cutting beim Westernreiten. Die Wettbewerbe werden von Richtern gerichtet, die für die Working Equitation ausgebildet sind.

### Dressur nach WED-Regelwerk
In der Einsteiger-Klasse (E) und in der Anfänger-Klasse (A) werden die Lektionen im Schritt, Trab und Galopp gefordert. Im Fokus steht dabei die ruhige, gelassene Reitweise mit sauber gerittenen Übergängen, die Reinheit der Gänge gepaart mit Losgelassenheit, Schwung und Dynamik. Der Sitz, die Einwirkung des Reiters und die Korrektheit der Hilfen sowie der Gehorsam des Pferdes. In der leichten Klasse (L) werden zusätzlich das Rückwärtsrichten, der Außengalopp sowie der einfache Galoppwechsel gefordert. In der mittelschweren Klasse (M) werden darüber hinaus Seitengänge, der fliegende Galoppwechsel und Traversalen im Trab gezeigt, wobei die Kandare zugelassen ist.
In der schweren Klasse (S) – auch Master Klasse genannt – werden alle Prüfungen auf blanker Kandare einhändig geritten. Es wird eine Hilfengebung über Gewichtshilfen und Schenkelhilfen gefordert, außerdem muss das Pferd auf die Hinterhand gebracht werden. Geritten werden Lektionen aus dem Grand Prix, so werden neben Traversalen im Trab und Galopp auch Schritt- und Galopp-Pirouetten gefordert.

### Dressur nach AWED-Regelwerk
In der Dressur der Working Equitation gibt es vier Klassen. Während in der Einsteiger- und Anfänger Klasse (WE 1 und WE 2) alle 3 Gangarten (Schritt, Trab, Galopp) geritten, gibt es in der Fortgeschrittenen- und Master Klasse (WE 3 und WE 4) nur noch Schritt und Galopp. In der Einsteigerklasse (WE 1) wird eine Dressuraufgabe verlangt, die in etwa dem Niveau einer E – Dressur entspricht. Im Wesentlichen kommen die drei Grundgangarten und das Rückwärtsrichten in der Dressur vor. Die Anfängerklasse (WE2) ist schon etwas anspruchsvoller.  Die Dressuraufgabe entspricht etwa A – L Niveau im klassischen Bereich, mit Verzicht auf die Verstärkungen. Dazu zählen einfache Galoppwechsel, Kurzkehrt – und Vorhandwendungen, sowie Rückwärtsrichten.  Hier darf auch auf Kandare mit 2 Paar Zügeln geritten werden. Einen großen Sprung gibt es dann zur Fortgeschrittenenklasse (WE 3). Diese unterscheidet sich lediglich in der beidhändigen Zügelführung von der Masterclass (WE 4, einhändig auf blanker Kandare), die dem Internationalen Niveau entspricht. Hier wird nur noch im Schritt oder Galopp geritten. Neben Schrittpirouetten, werden Schritt – und Galopptraversalen, fliegende Galoppwechsel, Übergänge vom versammelten Tempo zum Mittelgalopp und umgekehrt, Stopps aus dem Galopp, Rückwärtsrichten und daraus Angaloppieren und Galopppirouetten verlangt.

### Trail und Speedtrail
Im Stil-Trail müssen verschiedene Aufgaben wie Slalom um Stangen und Tonnen, Rückwärtsrichten, über eine Brücke reiten, Springen, das Öffnen und Schließen eines Tores zu Pferd etc. in vorgegebener Reihenfolge in verschiedenen Gangarten absolviert werden, ähnlich einer Gelassenheitsprüfung. Der Gehorsam des Pferdes, Aufgaben auf engem Raum zu erledigen und die Durchlässigkeit des Pferdes stehen im Fokus.
Der Speedtrail wird in den höheren Klassen, insbesondere ab Klasse L gefordert. Es steht dabei nicht nur die stilistisch korrekte und saubere Reitweise im Vordergrund, sondern es wird zusätzlich auf Zeit geritten.

### Rinderarbeit
In der Rinderarbeit (turniermäßig nur für die Klassen L, M und S) besteht die Aufgabe darin, das vorgegebene Rind in kürzester Zeit von der Herde zu trennen. In der Klasse L: über die Coral-Line zu treiben, In den Klassen M und S: in den Coral zu treiben und die Glocke zu läuten. In den Klassen L und M: 2 Rinder zu jeweils 120 Sekunden. In der Klasse S sind es 3 Rinder zu jeweils 120 Sekunden. Neben dem Speedtrail genießt die Rinderarbeit die höchste Publikumswirkung. Die Rinderarbeit kann als Teil der Gesamt-Prüfung gewertet werden oder auch separat (abhängig von der Ausschreibung des Turnier-Veranstalters). Reiter/Pferdpaare die an einer Rinderprüfung teilnehmen wollen, müssen die Teilnahme an einem vorbereitenden Rinderkurs nachweisen. Hierfür muss eine offizielle Urkunde eines vom WED zugelassenen Rindertrainers vorgelegt werden.